# Skála (Corfou)
Skála (grec moderne : Σκάλα) est une localité située dans le dème de Corfou-Sud, dans le district régional de Corfou, dans la périphérie des Îles Ioniennes, en Grèce.
Selon le recensement de 2021, elle compte 8 habitants.